# Lisie Jamy (Dolina Brzoskwinki)
Lisie Jamy – grupka skał w prawych zboczach Doliny Brzoskwinki w miejscowości Chrosna w województwie małopolskim, w powiecie krakowskim, w gminie Liszki. Pod względem geograficznym znajduje się na Garbie Tenczyńskim (część Wyżyny Krakowsko-Częstochowskiej) w obrębie Tenczyńskiego Parku Krajobrazowego.
Lisie Jamy są najdalej na południe wysuniętymi skałami w Dolinie Brzoskwinki. Zbudowane z wapienia skały mają wysokość 8–10 m, pionowe lub przewieszone ściany z filarem i są obiektem wspinaczki. Jest na nich 5 dróg wspinaczkowych. Są to drogi trudne – od VI+ do VI.5+ w skali Kurtyki). Mają zamontowaną pełną asekurację w postaci 4–5 ringów (r) i stanowiska zjazdowego (st). Ściany wspinaczkowe o wystawie wschodniej i południowo-wschodniej.
W 2007 r. na prawym zboczu Doliny Brzoskwinki usunięto zadrzewienia na skałach i w ich otoczeniu, przez co skały stały się dobrze widoczne i efektowne. Obok skały prowadzi szlak turystyczny i ścieżka dydaktyczna. Drzewa i krzewy systematycznie jednak odrastają.

## Drogi wspinaczkowe
1. Lis witalis; 3r + st, VI.1+, 10 m
2. Riposta kruka; 3r + st, VI+, 10 m
3. Lisek chytrusek; 4r + st, VI.1+, 10 m
4. Chodzi lisek koło drogi; 4r + st, VI.2+, 10 m
5. Co z tą Polską?; 4r + st, VI.5+, 10 m[3].

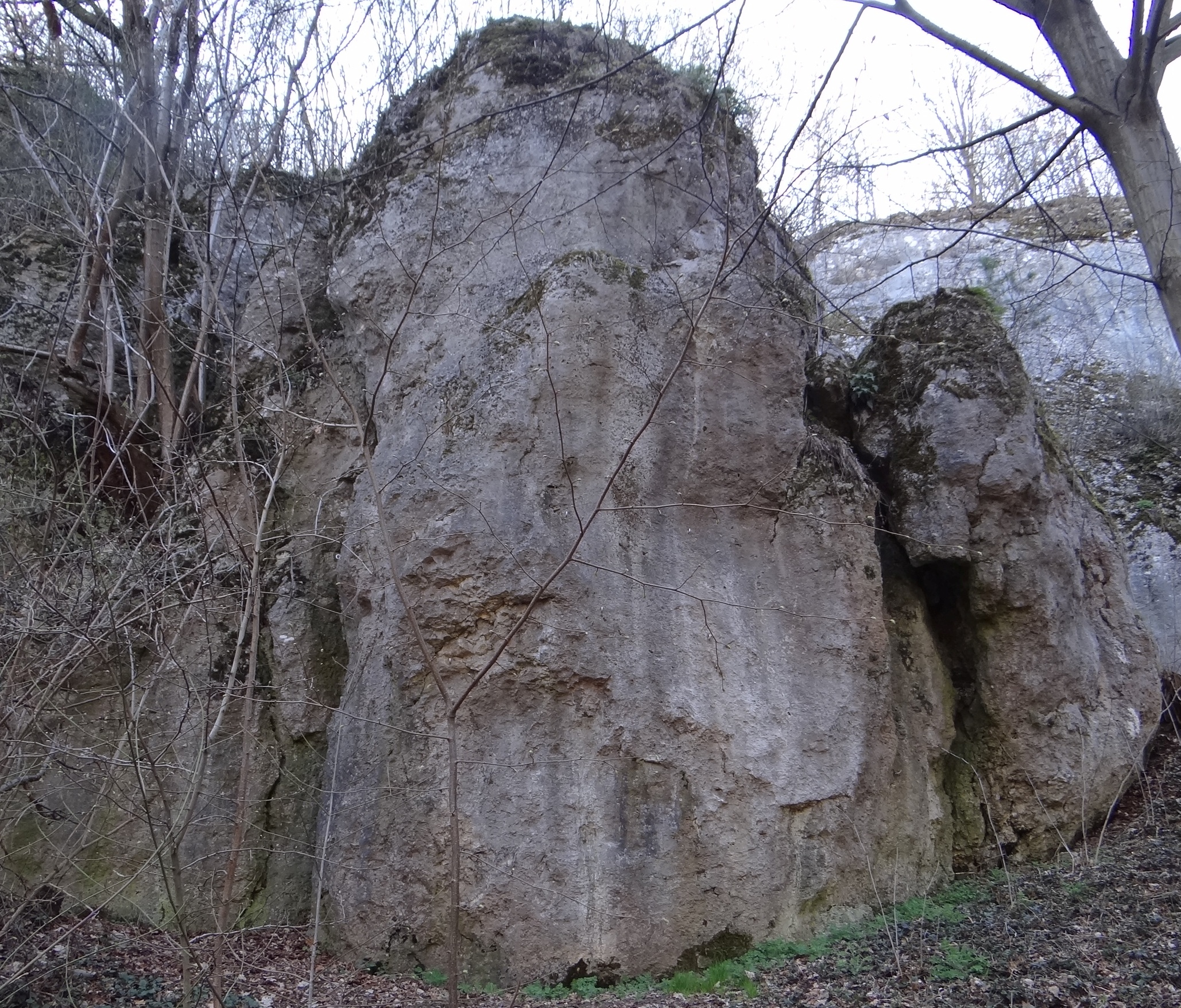
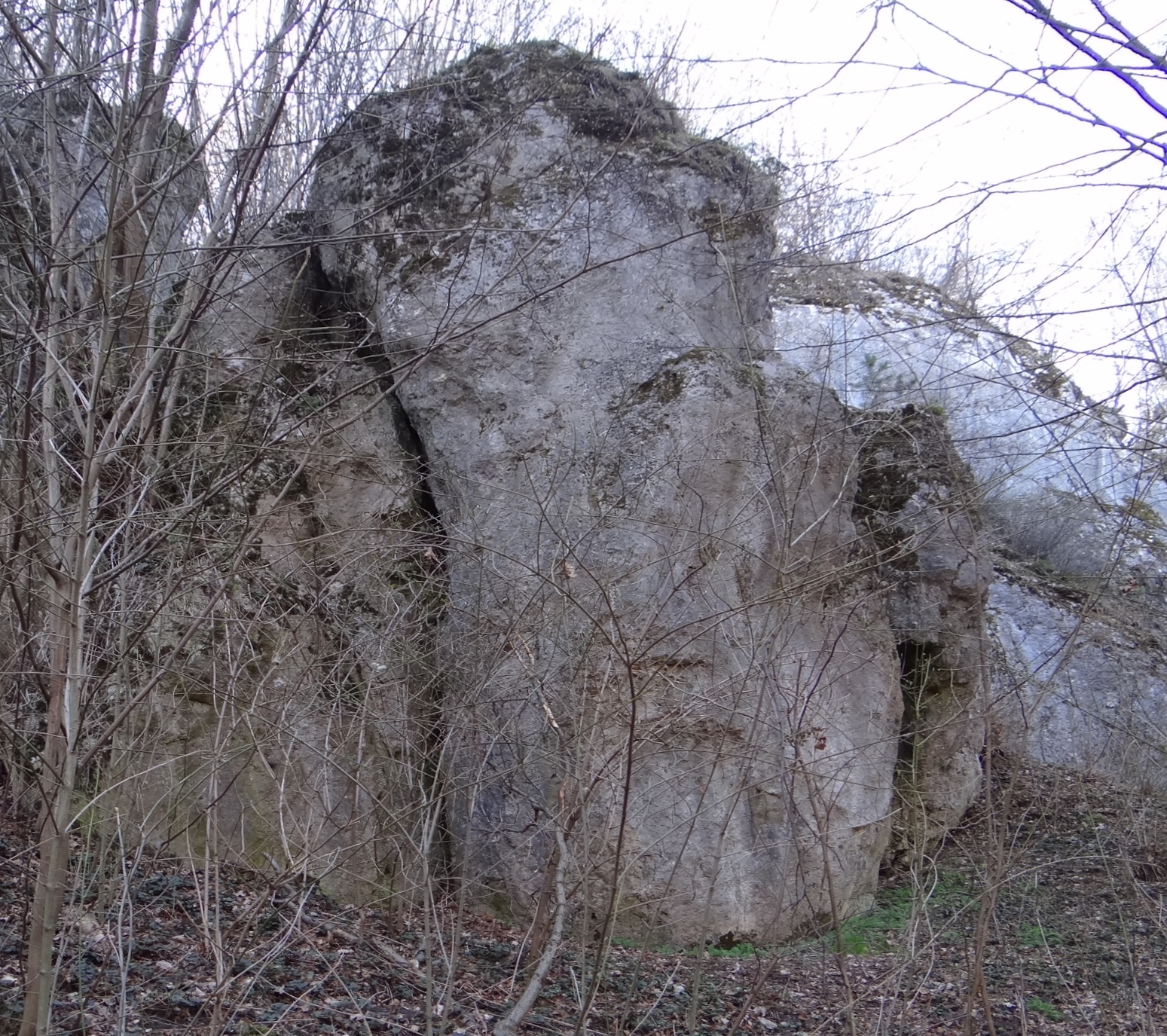
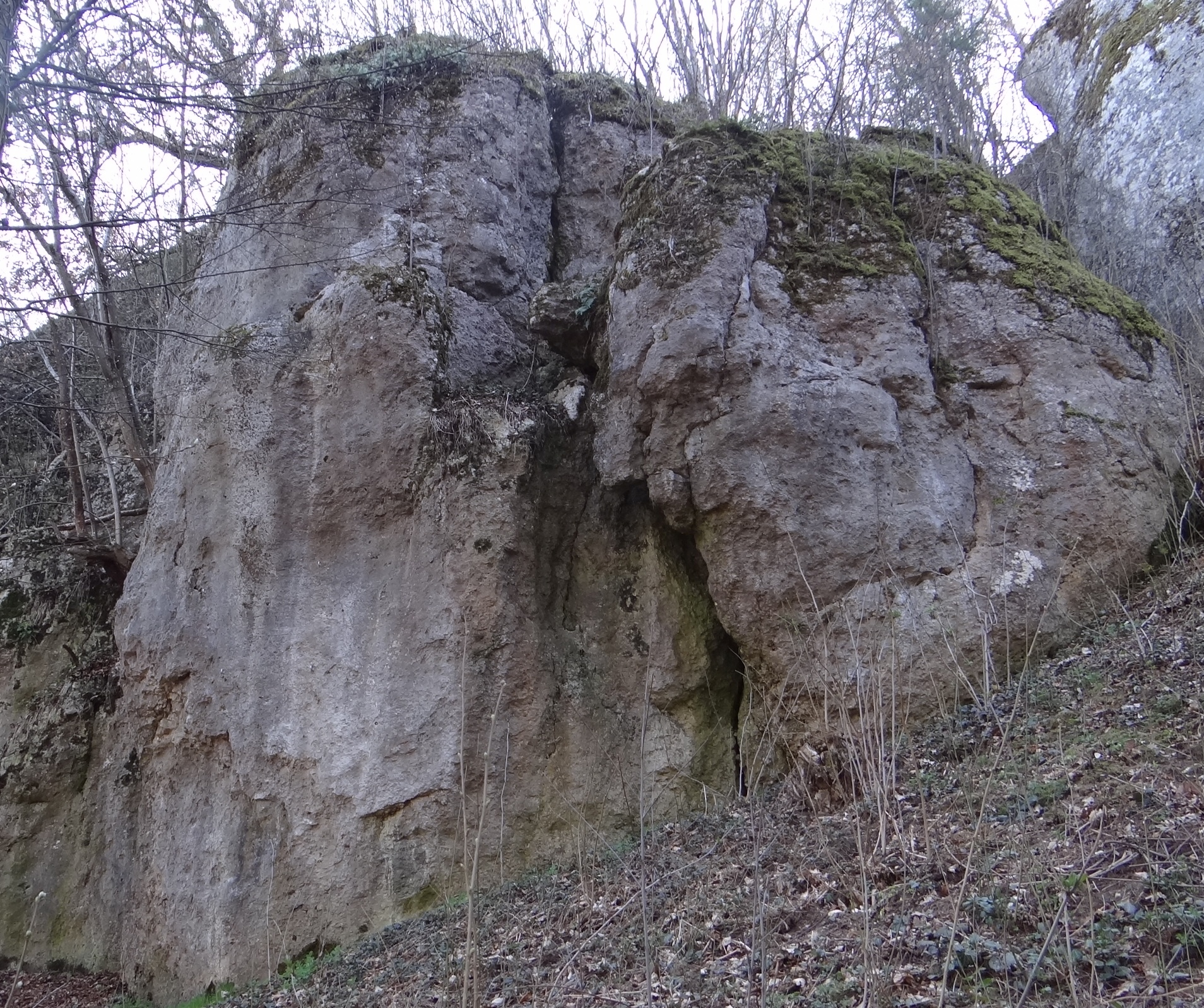
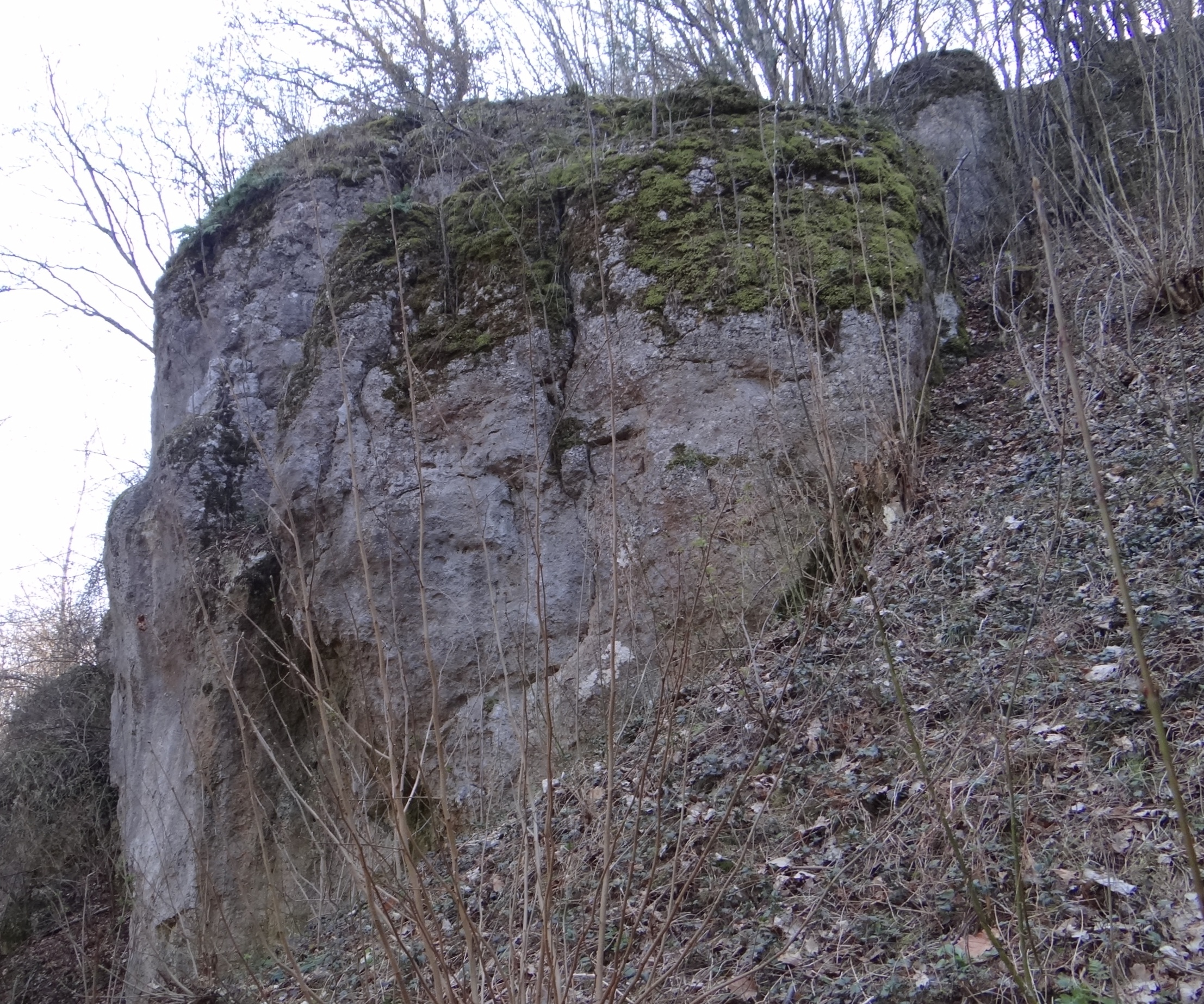

## Szlaki turystyczne
Mników – Dolina Mnikowska – Wąwóz Półrzeczki – Dolina Brzoskwinki – Brzoskwinia – Las Zabierzowski – Zabierzów.
 ścieżka dydaktyczna „Chrośnianeczka”: Chrosna – Dolina Brzoskwinki – Chrosna